# Handball-Panamerikameisterschaft der Frauen
Die Handball-Panamerikameisterschaft der Frauen war ein panamerikanischer Wettbewerb im Hallenhandball, der seit 1986 ausgetragen wurde. Im Turnier wurde unter den Frauen-Handballnationalmannschaften des gesamten amerikanischen Kontinents der Panamerikameister ermittelt. Außerdem qualifizierten sich die drei Erstplatzierten für die nächste Handball-Weltmeisterschaft der Frauen.
Die erste Panamerikameisterschaft fand 1986 im brasilianischen Novo Hamburgo statt. Insgesamt wurde das Turnier vierzehn Mal ausgetragen, zuletzt 2017 in Argentinien. Seit 2003 findet der Wettbewerb in allen ungeraden Jahren statt und damit in den gleichen Jahren wie die Weltmeisterschaft. Rekordsieger mit zehn Erfolgen ist die brasilianische Frauen-Handballnationalmannschaft, die auch amtierender Panamerikameister ist.
Die Panamerikameisterschaften wurden abgelöst von den Süd- und mittelamerikanischen Handballmeisterschaften und den Nordamerikanischen und karibischen Handballmeisterschaften.

## Turniere im Überblick
| Jahr | Austragungsort                         | Gold        | Silber      | Bronze                  |
| ---- | -------------------------------------- | ----------- | ----------- | ----------------------- |
| 1986 | Novo Hamburgo, Brasilien               | USA         | Kanada      | Brasilien               |
| 1989 | Colorado Springs, USA                  | Kanada      | USA         | Brasilien               |
| 1991 | Maringá, Brasilien                     | USA         | Kanada      | Brasilien               |
| 1997 | Poços de Caldas, Brasilien             | Brasilien   | Kanada      | Uruguay                 |
| 1999 | Buenos Aires, Argentinien              | Brasilien   | Kuba        | Argentinien             |
| 2000 | Aracaju, Brasilien                     | Brasilien   | Uruguay     | Grönland                |
| 2003 | São Bernardo do Campo, Brasilien       | Brasilien   | Argentinien | Uruguay                 |
| 2005 | São Bernardo do Campo, Brasilien       | Brasilien   | Argentinien | Uruguay                 |
| 2007 | Santo Domingo, Dominikanische Republik | Brasilien   | Argentinien | Dominikanische Republik |
| 2009 | Santiago de Chile, Chile               | Argentinien | Brasilien   | Chile                   |
| 2011 | São Bernardo do Campo, Brasilien       | Brasilien   | Argentinien | Kuba                    |
| 2013 | Santo Domingo, Dominikanische Republik | Brasilien   | Argentinien | Dominikanische Republik |
| 2015 | Havanna, Kuba                          | Brasilien   | Kuba        | Argentinien             |
| 2017 | Buenos Aires, Argentinien              | Brasilien   | Argentinien | Paraguay                |